# Copa Polla Gol 1981
La Copa Chile-Polla Gol 1981 fue la 11º versión del clásico torneo de copa de fútbol entre clubes de Chile, participaron todos los clubes de la Primera División chilena de ese año, simultáneamente se desarrolló el mismo tipo de torneo para la Segunda División (actual Primera B).
Fue dirigido por la Asociación Central de Fútbol y se disputó como un campeonato de apertura al torneo nacional. En los equipos participantes no podían intervenir los futbolistas integrantes de la selección chilena que en forma simultánea se preparaba para las eliminatorias del Mundial España 1982.
El torneo finalizó el 16 de mayo de 1981, coronándose campeón, en forma invicta, Colo-Colo, que en el partido final derrotó a Audax Italiano por 5-1.
Los 16 equipos en la primera fase jugaron en un formato consistente en tres grupos: dos conformados con cinco equipos cada uno y uno con seis equipos.  Al término de dos ruedas de competencia, los equipos posicionados en los dos primeros lugares de cada grupo, junto con dos mejores rendimientos de los tres equipos clasificados en tercer lugar, accedían y se enfrentaban en partidos de cuartos de final, en confrontaciones de ida y vuelta.
Las semifinales y la final se jugaron en partidos únicos. El campeón obtenía dos puntos de bonificación para el campeonato nacional, mientras que el subcampeón y los otros dos semifinalistas obtenían un punto.
Adicionalmente el sistema de puntuación establecido universalmente para los equipos que disputan un partido, (dos puntos al equipo vencedor, un punto a cada equipo en el empate y sin puntos para el equipo perdedor), se establece para este torneo que el equipo vencedor que convierte 4 o más goles obtiene la bonificación de un 1 punto extra y los empates sin goles convertidos, (cero a cero), se castigan sin puntaje.

## Primera fase
Pos = Posición; PJ = Partidos jugados; PG = Partidos ganados; PE = Partidos empatados; PP = Partidos perdidos; GF = Goles a favor; GC = Goles en contra; Dif = Diferencia de gol; P Bon = Puntos bonificación; E S/Pt = Empates sin puntos; Pts = Puntos 

### Grupo 1
| Pos | Equipo             | PJ | PG | PE | PP | GF | GC | Dif | P Bon | E S/Pt | Pts |
| --- | ------------------ | -- | -- | -- | -- | -- | -- | --- | ----- | ------ | --- |
| 1   | Cobreloa           | 8  | 6  | 1  | 1  | 20 | 6  | 14  | 2     | 0      | 15  |
| 2   | Everton            | 8  | 3  | 1  | 4  | 18 | 15 | 3   | 2     | 0      | 9   |
| 3   | San Luis           | 8  | 2  | 4  | 2  | 15 | 14 | 1   | 1     | 0      | 9   |
| 4   | Deportes Iquique   | 8  | 3  | 1  | 4  | 15 | 17 | -2  | 0     | 0      | 7   |
| 5   | Deportes La Serena | 8  | 2  | 1  | 4  | 10 | 26 | -16 | 1     | 0      | 6   |

### Grupo 2
| Pos | Equipo               | PJ | PG | PE | PP | GF | GC | Dif | P Bon | E S/Pt | Pts |
| --- | -------------------- | -- | -- | -- | -- | -- | -- | --- | ----- | ------ | --- |
| 1   | Audax Italiano       | 10 | 5  | 4  | 1  | 15 | 9  | 6   | 0     | 0      | 14  |
| 2   | Colo-Colo            | 10 | 3  | 7  | 0  | 15 | 9  | 6   | 0     | 0      | 13  |
| 3   | Unión Española       | 10 | 4  | 3  | 3  | 14 | 15 | -1  | 0     | 0      | 11  |
| 4   | Universidad de Chile | 10 | 3  | 3  | 4  | 15 | 16 | -1  | 1     | 0      | 10  |
| 5   | Universidad Católica | 10 | 3  | 3  | 4  | 14 | 12 | 2   | 0     | 0      | 9   |
| 6   | Palestino            | 10 | 1  | 2  | 7  | 10 | 22 | -12 | 1     | 0      | 5   |

### Grupo 3
| Pos | Equipo              | PJ | PG | PE | PP | GF | GC | Dif | P Bon | E S/Pt | Pts |
| --- | ------------------- | -- | -- | -- | -- | -- | -- | --- | ----- | ------ | --- |
| 1   | O'Higgins           | 8  | 7  | 1  | 0  | 14 | 5  | 9   | 0     | 1      | 14  |
| 2   | Naval               | 8  | 4  | 3  | 1  | 9  | 4  | 5   | 0     | 3      | 8   |
| 3   | Magallanes          | 8  | 2  | 3  | 3  | 10 | 8  | 2   | 1     | 2      | 6   |
| 4   | Deportes Concepción | 8  | 2  | 2  | 4  | 10 | 11 | -1  | 1     | 1      | 6   |
| 5   | Ñublense            | 8  | 0  | 1  | 7  | 4  | 19 | -15 | 0     | 1      | 0   |

|  | Clasificados a cuartos de final |

## Fase Final

### Cuartos de final
| 6 de mayo de 1981 | Unión Española                         | 3:3 | San Luis                                                    | Estadio Santa Laura, Santiago                            |                                                          |
|                   | Horacio Simaldone 8', 21' · Donoso 12' |     | Fredy Bahamondes 26' · Jorge Muñoz 40' · Víctor Cabrera 85' | Asistencia: 3.707 espectadores Árbitro(s): Enrique Marín | Asistencia: 3.707 espectadores Árbitro(s): Enrique Marín |

| 10 de mayo de 1981 | San Luis | 0:1 | Unión Española | Estadio Municipal de Quillota, Quillota                 |                                                         |
|                    |          |     | Donoso 50'     | Asistencia: 6.445 espectadores Árbitro(s): Víctor Ojeda | Asistencia: 6.445 espectadores Árbitro(s): Víctor Ojeda |

Clasifica Unión Española tras ganar 4-3 en el Global
| 6 de mayo de 1981 | Naval | 0:3 | Colo-Colo                                     | Estadio El Morro, Talcahuano                            |                                                         |
|                   |       |     | Luis Miranda 27' · Rodrigo Santander 82', 90' | Asistencia: 4.461 espectadores Árbitro(s): Hernán Silva | Asistencia: 4.461 espectadores Árbitro(s): Hernán Silva |

| 10 de mayo de 1981 | Colo-Colo                                                              | 3:0 | Naval | Estadio Nacional, Santiago                                 |                                                            |
|                    | Rodrigo Santander 44' · Severino Vasconcelos 48' · Manuel Alvarado 59' |     |       | Asistencia: 11.904 espectadores Árbitro(s): Sergio Vásquez | Asistencia: 11.904 espectadores Árbitro(s): Sergio Vásquez |

Clasifica Colo-Colo tras ganar 6-0 en el Global
| 6 de mayo de 1981 | Everton                                    | 2:0 | O'Higgins | Estadio Sausalito, Viña del Mar                       |                                                       |
|                   | Leonardo Zamora 28' · Jorge Spedaletti 73' |     |           | Asistencia: 3.350 espectadores Árbitro(s): Mario Lira | Asistencia: 3.350 espectadores Árbitro(s): Mario Lira |

| 10 de mayo de 1981 | O'Higgins     | 1:2 | Everton                                     | Estadio El Teniente, Rancagua                            |                                                          |
|                    | Irrazábal 40' |     | Jorge Puntarelli 26' · Jorge Spedaletti 55' | Asistencia: 6.975 espectadores Árbitro(s): Gastón Castro | Asistencia: 6.975 espectadores Árbitro(s): Gastón Castro |

Clasifica Everton tras ganar 4-1 en el Global
| 6 de mayo de 1981 | Cobreloa | 0:1 | Audax Italiano | Estadio Municipal de Calama, Calama                        |                                                            |
|                   |          |     | Jaime Díaz 15' | Asistencia: 6.456 espectadores Árbitro(s): Guillermo Budge | Asistencia: 6.456 espectadores Árbitro(s): Guillermo Budge |

| 10 de mayo de 1981 | Audax Italiano                                     | 2:1 | Cobreloa          | Estadio Nacional, Santiago                                        |                                                                   |
|                    | Benjamín Valenzuela 71' · Juan Carlos Letelier 85' |     | Jorge Siviero 45' | Asistencia: 11.904 espectadores Árbitro(s): Juan Silvagno Cavanna | Asistencia: 11.904 espectadores Árbitro(s): Juan Silvagno Cavanna |

Clasifica Audax Italiano tras ganar 3-1 en el Global

### Semifinales
| 13 de mayo de 1981 | Colo-Colo                                   | 2:1 | Everton              | Estadio Nacional, Chile                                  |                                                          |
|                    | Cristián Saavedra 13' · Luis Hormazábal 58' |     | Jorge Spedaletti 27' | Asistencia: 19.305 espectadores Árbitro(s): Víctor Ojeda | Asistencia: 19.305 espectadores Árbitro(s): Víctor Ojeda |

| 13 de mayo de 1981 | Audax Italiano             | 2:1 | Unión Española | Estadio Nacional, Ñuñoa, Santiago                      |                                                        |
|                    | Letelier 81' · Batista 88' |     | Donoso 34'     | Asistencia: 19.305 espectadores Árbitro(s): Mario Lira | Asistencia: 19.305 espectadores Árbitro(s): Mario Lira |

### Final
|       | POR   | Miguel Ángel Leyes   |     |
|       | DEF   | Gabriel Rodríguez    |     |
|       | DEF   | Leonel Herrera       |     |
|       | DEF   | Óscar Rojas          |     |
|       | DEF   | Luis Hormazábal      |     |
|       | MED   | Daniel Díaz          |     |
|       | MED   | Eddio Inostroza      |     |
|       | MED   | Severino Vasconcelos |     |
|       | DEL   | Rodrigo Santander    |     |
|       | DEL   | Cristián Saavedra    | 55' |
|       | DEL   | Manuel Alvarado      |     |
| D. T. | D. T. | Pedro García         |     |

|       | POR   | Miguel Ángel Laino   |     |
|       | DEF   | Leonardo Belmar      |     |
|       | DEF   | Benjamín Lorca       | 46' |
|       | DEF   | Héctor Díaz          |     |
|       | DEF   | Arad Anabalón        |     |
|       | MED   | Carlos Valenzuela    |     |
|       | MED   | Carlos Ramos         |     |
|       | MED   | Juan Carlos Letelier |     |
|       | DEL   | Patricio Delgado     |     |
|       | DEL   | Ribamar Batista      |     |
|       | DEL   | Ricardo Fabbiani     | 57' |
| D. T. | D. T. | Hernán Godoy         |     |

|  | MED | Raúl Ormeño | 55' |

|  | DEF | Alejandro Arancibia | 46' |
|  | DEL | Renzo Gamboa        | 57' |

| 28' · 34' · 53' · 61' · 66' | Daniel Díaz Cristián Saavedra Severino Vasconcelos Rodrigo Santander Severino Vasconcelos | 1:0 2:0 3:0 4:0 5:0 |

| 82' | Juan Carlos Letelier | 5:1 |

| Principal | Juan Silvagno Cavanna |

|       | POR   | Miguel Ángel Leyes   |     |
|       | DEF   | Gabriel Rodríguez    |     |
|       | DEF   | Leonel Herrera       |     |
|       | DEF   | Óscar Rojas          |     |
|       | DEF   | Luis Hormazábal      |     |
|       | MED   | Daniel Díaz          |     |
|       | MED   | Eddio Inostroza      |     |
|       | MED   | Severino Vasconcelos |     |
|       | DEL   | Rodrigo Santander    |     |
|       | DEL   | Cristián Saavedra    | 55' |
|       | DEL   | Manuel Alvarado      |     |
| D. T. | D. T. | Pedro García         |     |

|       | POR   | Miguel Ángel Laino   |     |
|       | DEF   | Leonardo Belmar      |     |
|       | DEF   | Benjamín Lorca       | 46' |
|       | DEF   | Héctor Díaz          |     |
|       | DEF   | Arad Anabalón        |     |
|       | MED   | Carlos Valenzuela    |     |
|       | MED   | Carlos Ramos         |     |
|       | MED   | Juan Carlos Letelier |     |
|       | DEL   | Patricio Delgado     |     |
|       | DEL   | Ribamar Batista      |     |
|       | DEL   | Ricardo Fabbiani     | 57' |
| D. T. | D. T. | Hernán Godoy         |     |

|  | MED | Raúl Ormeño | 55' |

|  | DEF | Alejandro Arancibia | 46' |
|  | DEL | Renzo Gamboa        | 57' |

| 28' · 34' · 53' · 61' · 66' | Daniel Díaz Cristián Saavedra Severino Vasconcelos Rodrigo Santander Severino Vasconcelos | 1:0 2:0 3:0 4:0 5:0 |

| 82' | Juan Carlos Letelier | 5:1 |

| Principal | Juan Silvagno Cavanna |

|       | POR   | Miguel Ángel Leyes   |     |
|       | DEF   | Gabriel Rodríguez    |     |
|       | DEF   | Leonel Herrera       |     |
|       | DEF   | Óscar Rojas          |     |
|       | DEF   | Luis Hormazábal      |     |
|       | MED   | Daniel Díaz          |     |
|       | MED   | Eddio Inostroza      |     |
|       | MED   | Severino Vasconcelos |     |
|       | DEL   | Rodrigo Santander    |     |
|       | DEL   | Cristián Saavedra    | 55' |
|       | DEL   | Manuel Alvarado      |     |
| D. T. | D. T. | Pedro García         |     |

|       | POR   | Miguel Ángel Laino   |     |
|       | DEF   | Leonardo Belmar      |     |
|       | DEF   | Benjamín Lorca       | 46' |
|       | DEF   | Héctor Díaz          |     |
|       | DEF   | Arad Anabalón        |     |
|       | MED   | Carlos Valenzuela    |     |
|       | MED   | Carlos Ramos         |     |
|       | MED   | Juan Carlos Letelier |     |
|       | DEL   | Patricio Delgado     |     |
|       | DEL   | Ribamar Batista      |     |
|       | DEL   | Ricardo Fabbiani     | 57' |
| D. T. | D. T. | Hernán Godoy         |     |

|  | MED | Raúl Ormeño | 55' |

|  | DEF | Alejandro Arancibia | 46' |
|  | DEL | Renzo Gamboa        | 57' |

| 28' · 34' · 53' · 61' · 66' | Daniel Díaz Cristián Saavedra Severino Vasconcelos Rodrigo Santander Severino Vasconcelos | 1:0 2:0 3:0 4:0 5:0 |

| 82' | Juan Carlos Letelier | 5:1 |

| Principal | Juan Silvagno Cavanna |

|       | POR   | Miguel Ángel Leyes   |     |
|       | DEF   | Gabriel Rodríguez    |     |
|       | DEF   | Leonel Herrera       |     |
|       | DEF   | Óscar Rojas          |     |
|       | DEF   | Luis Hormazábal      |     |
|       | MED   | Daniel Díaz          |     |
|       | MED   | Eddio Inostroza      |     |
|       | MED   | Severino Vasconcelos |     |
|       | DEL   | Rodrigo Santander    |     |
|       | DEL   | Cristián Saavedra    | 55' |
|       | DEL   | Manuel Alvarado      |     |
| D. T. | D. T. | Pedro García         |     |

|       | POR   | Miguel Ángel Laino   |     |
|       | DEF   | Leonardo Belmar      |     |
|       | DEF   | Benjamín Lorca       | 46' |
|       | DEF   | Héctor Díaz          |     |
|       | DEF   | Arad Anabalón        |     |
|       | MED   | Carlos Valenzuela    |     |
|       | MED   | Carlos Ramos         |     |
|       | MED   | Juan Carlos Letelier |     |
|       | DEL   | Patricio Delgado     |     |
|       | DEL   | Ribamar Batista      |     |
|       | DEL   | Ricardo Fabbiani     | 57' |
| D. T. | D. T. | Hernán Godoy         |     |

|  | MED | Raúl Ormeño | 55' |

|  | DEF | Alejandro Arancibia | 46' |
|  | DEL | Renzo Gamboa        | 57' |

| 28' · 34' · 53' · 61' · 66' | Daniel Díaz Cristián Saavedra Severino Vasconcelos Rodrigo Santander Severino Vasconcelos | 1:0 2:0 3:0 4:0 5:0 |

| 82' | Juan Carlos Letelier | 5:1 |

| Principal | Juan Silvagno Cavanna |

## Campeón
| Chile               |
| Colo-Colo 3º título |
|                     |
| Copa Chile          |

| Predecesor: Copa Polla Gol 1980 | Copa Polla Gol 1981 | Sucesor: Copa Polla Gol 1982 |